# Team Polti

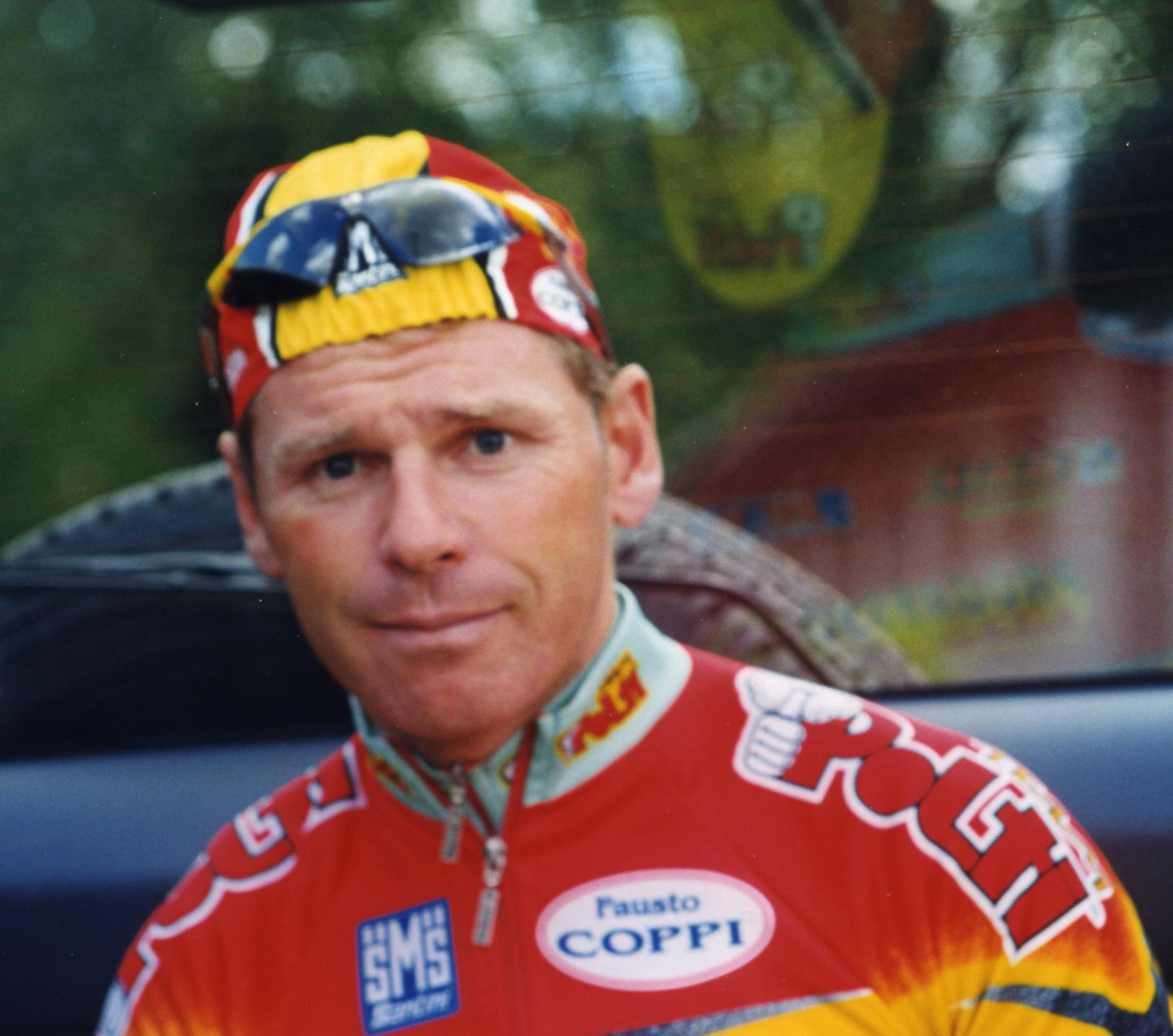
Pascal Hervé (2000)

Das Team Polti (1995 auch Polti-Granarolo-Santini) war ein italienisches Radsportteam, das von 1994 bis 2000 existierte. Größter Erfolg des Teams war der Gesamtsieg von Ivan Gotti beim  Giro d’Italia 1999.

## Geschichte
Nach dem Ende von Gatorade-Bianchi baute der Italiener Gianluigi Stanga das neue Team auf. Sportliche Leiter waren Vittorio Algeri, Giosuè Zenoni, Antonio Bevilacqua und Giovanni Fidanza.
Gesponsert wurde das Team vom italienischen Haushaltsgerätehersteller Polti. Dieser war zuvor als Co-Sponsor von Lampre aktiv. 

## Wichtigste Erfolge (Auszug)
1994
- Flandern-Rundfahrt
- Amstel Gold Race
- zwei Etappen und  Punktewertung Tour de France
- zwei Etappen und  Punktewertung und  Intergiro Giro d’Italia
- drei Etappen Paris–Nizza

1995
- Lüttich–Bastogne–Lüttich
- HEW Cyclassics
- eine Etappe Tour de France
- zwei Etappen Giro d’Italia
- eine Etappe Vuelta a España
- eine Etappe Tour de Suisse
- eine Etappe Tour de Romandie

1996
- eine Etappe Tour de France
- drei Etappen Giro d’Italia
- eine Etappe Dauphiné Libéré
- Teamwertung Vuelta a España
- Österreichischer Meister – Einzelzeitfahren

1997
- eine Etappe Giro d’Italia
- zwei Etappen Katalonien-Rundfahrt
- Gesamtwertung und eine Etappe Giro del Trentino

1998
- eine Etappe Giro d’Italia
- eine Etappe Tour de Suisse
- drei Etappen und  Punktewertung Vuelta a España

1999
- Lombardei-Rundfahrt
- HEW Cyclassics
- Bergwertung Tour de France
- Gesamtwertung, zwei Etappen und  Intergiro Giro d’Italia
- eine Etappe Tour de Suisse
- Gesamtwertung und eine Etappe Mittelmeer-Rundfahrt

2000
- eine Etappe Tour de France
- eine Etappe Giro d’Italia
- eine Etappe Tour de Suisse
- zwei Etappen Tour de Romandie

## Grand-Tour-Platzierungen
| Grand Tour            | 1994 | 1995 | 1996 | 1997 | 1998 | 1999 | 2000 |
| --------------------- | ---- | ---- | ---- | ---- | ---- | ---- | ---- |
| Giro d’ItaliaGiro     | 8    | 9    | 6    | 3    | 3    | 1    | 19   |
| Tour de FranceTour    | 15   | 32   | 6    | 53   | 9    | 8    | 6    |
| Vuelta a EspañaVuelta | –    | 6    | 6    | –    | 21   | 51   | 16   |

## Bekannte Fahrer
| - Dschamolidin Abduschaparov (1994) - Gianni Bugno (1994) - Jeroen Blijlevens (2000) - Mirko Celestino (1996–2000) - Ivan Gotti (1994, 1998–1999) | - Giuseppe Guerini (1996–1998) - Fabrizio Guidi (1998–1999) - Jörg Jaksche (1997–1998) - Luc Leblanc (1995–1998) - Giovanni Lombardi (1995–1996) | - Axel Merckx (1997–1998) - Davide Rebellin (1996, 1998–1999) - Fabio Sacchi (1997–2000) - Georg Totschnig (1994–1996) - Richard Virenque (1999–2000) |